# 羽咋郡
羽咋郡（日语：／ Hakui gun */?）為位於日本石川縣北部的郡。
現轄有以下2町：
- 志賀町
- 寶達志水町

在1879年實施郡區町村編制法時的轄區還包括現在的羽咋市大部分區域、七尾市的西部小部分地區、河北市的北部小部分地區和河北郡津幡町的北部小部分地區。

## 歷史
過去在令制國時代最初屬於越前國，直到718年才被劃入新設立的能登國，雖然一度在742年又隨著能登國被併入越中國，不過757年恢復能登國後，就一直屬於能登國。
15世紀時為能登畠山氏所控制，但畠山氏在16世紀中因家族內的紛爭而滅亡；16世紀戰國時代末期，織田信長在1581年平地此地後，隨著能登國成為前田氏的領地，1584年當豐臣秀吉與德川家康之間發生小牧、長久手之戰時，分別支持兩方的前田利家與佐佐成政也同時在此地的末森城發生末森城之戰，戰後也一度隨著能登國成為前田利家次子前田利政七尾藩的領地。
17世紀江戶時代後大部分區域都成為前田氏加賀藩的領地，在17世紀初期，前田氏的親戚土方雄久也曾在能登半島包括羽咋郡內領有領地，不過由於土方氏的領地散佈在日本各地，隨著土方氏多次增加領地並遷移陣屋位置，藩名也多次變更，因此羽咋郡內屬於土方氏的這些領地先後屬於布市藩、石崎藩、田子藩、窪田藩，直到1684年土方氏因繼承問題致大部分領地被幕府收回，羽咋郡內原屬土方氏的領地也大多成為幕府直屬的領地，並成為委託加賀藩管理的預地，僅餘下少部分區域交給成為幕府旗本的土方氏子後代成為旗本領。
19世紀末明治維新後，原屬幕府和旗本的領地改由高山縣管理，1871年實施廢藩置縣後加賀藩的領地改隸屬金澤縣，不過同年的第一次府縣整併後，羽咋郡內全數地區被劃入新設立的七尾縣，但也僅半年過後，又被併回由原金澤縣更而成的石川縣。
1878年石川縣實施郡區町村編製法時，正式設置近代的行政區劃「羽咋郡」，郡役所設在羽咋村（位於現在的羽咋市）。

### 沿革

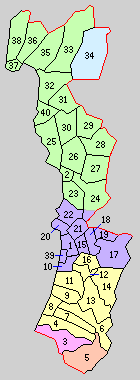
1889年羽咋郡轄下的行政區劃：
1.羽咋町、2.高濱町、3.南大海村、4.北大海村、5.河合谷村、6.北莊村、7.中莊村、8.末森村、9.柏崎村、10.粟之保村、11.樋川村、12.志雄村、13.南志雄村、14.北志雄村、15.富永村、16.南邑知村、17.北邑知村、18.中邑知村、19.若部村、20.一之宮村、21.越路野村、22.上甘田村、23.中甘田村、24.下甘田村、25.志加浦村、26.堀松村、27.加茂村、28.東土田村、29.西土田村、30.上熊野村、31.熊野村、32.富來村、33.稗造村、34.釶打村、35.東增穗村、36.西增穗村、37.西海村、38.西浦村、39.塵濱村、40.福浦村
（紫色：現屬羽咋市、桃色：現屬河北市、水藍色：現屬七尾市、綠色：現屬志賀町、黃色：現屬寶達志水町、橙色：現屬河北郡津幡町）

- 1889年4月1日：實施町村制，羽咋郡下設：羽咋町、高濱町（日语：高浜町 (石川県)）、南大海村（日语：南大海村）、北大海村（日语：北大海村）、河合谷村（日语：河合谷村）、北莊村（日语：北荘村）、中莊村（日语：中荘村 (石川県)）、末森村（日语：末森村）、柏崎村（日语：柏崎村 (石川県)）、粟之保村（日语：粟ノ保村）、樋川村（日语：樋川村）、志雄村（日语：志雄町）、南志雄村（日语：南志雄村）、北志雄村（日语：北志雄村）、富永村（日语：富永村 (石川県)）、南邑知村（日语：南邑知村）、北邑知村（日语：北邑知村）、中邑知村（日语：中邑知村）、若部村（日语：若部村）、一之宮村（日语：一ノ宮村 (石川県羽咋郡)）、越路野村（日语：越路野村）、上甘田村（日语：上甘田村）、中甘田村（日语：中甘田村）、下甘田村（日语：下甘田村）、志加浦村（日语：志加浦村）、堀松村（日语：堀松村）、加茂村（日语：加茂村 (石川県)）、東土田村（日语：東土田村）、西土田村（日语：西土田村）、上熊野村（日语：上熊野村）、熊野村（日语：熊野村 (石川県)）、富來村（日语：富来町 (石川県)）、稗造村（日语：稗造村）、釶打村（日语：釶打村）、東增穗村（日语：東増穂村）、西增穗村（日语：西増穂村）、西海村（日语：西海村 (石川県羽咋郡)）、西浦村（日语：西浦村 (石川県)）、塵濱村（日语：千里浜村）、福浦村（日语：福浦村 (石川県)）。（2町38村）
- 1891年7月1日：實施郡制（日语：郡制），郡役所設於羽咋町。
- 1919年9月1日：富來村改制為富來町（日语：富来町 (石川県)）。（3町37村）
- 1923年4月1日：廢除郡會和郡參事會。
- 1926年7月1日：廢除郡役所，此後郡不再作為行政區劃，只作為地名的表示。
- 1927年9月1日：塵濱村更名為千里濱村（日语：千里浜村）。
- 1933年5月1日：樋川村、志雄村、南志雄村、北志雄村、南邑知村合併為新設立的志雄村（日语：志雄町）。[5]（3町33村）
- 1933年5月15日：北邑知村、中邑知村、若部村合併為邑知村（日语：邑知町）。（3町31村）
- 1936年2月1日：志雄村改制為志雄町（日语：志雄町）。[5]（4町30村）
- 1940年2月11日：邑知村改制為邑知町（日语：邑知町）。（5町29村）
- 1940年11月3日：東土田村和西土田村合併為土田村（日语：土田村 (石川県)）。（5町28村）
- 1948年4月1日：釶打村改隸屬鹿島郡。（5町27村）
- 1954年5月16日：河合谷村被併入河北郡津幡町。（5町26村）
- 1954年7月15日：南大海羽河北郡高松町合併為新設立的高松町（日语：高松町），隸屬河北郡。（5町25村）
- 1954年10月1日：志加浦村、堀松村、加茂村、上熊野村、土田村合併為志賀町。（6町20村）
- 1954年11月3日：（7町2村）
  - 羽咋町、富永村、粟之保村、一之宮村、越路野村、上甘田村、千里濱村和下甘田村的上中山地區合併為新設立的羽咋町。
  - 富來町、熊野村、稗造村、東增穗村、西增穗村、西海村、西浦村、福浦村合併為新設立的富來町（日语：富来町 (石川県)）。
  - 柏崎村、末森村、中莊村、北莊村、北大海村合併為押水町（日语：押水町）。[5]
- 1955年4月1日：下甘田村被併入志賀町。（7町1村）
- 1955年4月28日：高濱町和中甘田村合併為新設立的高濱町（日语：高浜町 (石川県)）。（7町）
- 1955年10月1日：押水町的敷波、敷浪地區被併入志雄町。
- 1956年9月30日：羽咋町、邑知町和鹿島郡余喜村（日语：余喜村）、鹿島路村（日语：鹿島路村）合併為新設立的羽咋町。（6町）
- 1958年7月1日：羽咋町改制為羽咋市[6]，同時脫離羽咋郡。（5町）
- 1970年11月1日：高濱町和志賀町合併為新設立的志賀町。（4町）
- 2005年3月1日：押水町和志雄町合併為寶達志水町。[5]（3町）
- 2005年9月1日：志賀町和富來町合併為新設立的志賀町。[7]（2町）

### 變遷表
| 1889年4月1日   | 1889年 - 1912年                  | 1912年 - 1944年                 | 1912年 - 1944年                 | 1945年 - 1954年                 | 1945年 - 1954年                  | 1955年 - 1989年                  | 1955年 - 1989年                  | 1989年 - 現在                  | 現在                           |
| -------------- | -------------------------------- | ------------------------------- | ------------------------------- | ------------------------------- | -------------------------------- | -------------------------------- | -------------------------------- | ------------------------------ | ------------------------------ |
| 釶打村         | 釶打村                           | 釶打村                          | 釶打村                          | 1948年4月1日 鹿島郡釶打村       | 1954年11月3日 合併為中島町       | 1954年11月3日 合併為中島町       | 1954年11月3日 合併為中島町       | 2004年10月1日 合併為七尾市     | 2004年10月1日 合併為七尾市     |
| 熊野村         | 熊野村                           | 熊野村                          | 熊野村                          | 熊野村                          | 1954年11月3日 合併為富來町       | 1954年11月3日 合併為富來町       | 1954年11月3日 合併為富來町       | 2005年9月1日 合併為志賀町      | 2005年9月1日 合併為志賀町      |
| 富來村         | 富來村                           | 1919年9月1日 改制為富來町       | 1919年9月1日 改制為富來町       | 1919年9月1日 改制為富來町       | 1954年11月3日 合併為富來町       | 1954年11月3日 合併為富來町       | 1954年11月3日 合併為富來町       | 2005年9月1日 合併為志賀町      | 2005年9月1日 合併為志賀町      |
| 稗造村         |                                  |                                 |                                 |                                 | 1954年11月3日 合併為富來町       | 1954年11月3日 合併為富來町       | 1954年11月3日 合併為富來町       | 2005年9月1日 合併為志賀町      | 2005年9月1日 合併為志賀町      |
| 東增穗村       |                                  |                                 |                                 |                                 | 1954年11月3日 合併為富來町       | 1954年11月3日 合併為富來町       | 1954年11月3日 合併為富來町       | 2005年9月1日 合併為志賀町      | 2005年9月1日 合併為志賀町      |
| 西增穗村       |                                  |                                 |                                 |                                 | 1954年11月3日 合併為富來町       | 1954年11月3日 合併為富來町       | 1954年11月3日 合併為富來町       | 2005年9月1日 合併為志賀町      | 2005年9月1日 合併為志賀町      |
| 西海村         |                                  |                                 |                                 |                                 | 1954年11月3日 合併為富來町       | 1954年11月3日 合併為富來町       | 1954年11月3日 合併為富來町       | 2005年9月1日 合併為志賀町      | 2005年9月1日 合併為志賀町      |
| 西浦村         |                                  |                                 |                                 |                                 | 1954年11月3日 合併為富來町       | 1954年11月3日 合併為富來町       | 1954年11月3日 合併為富來町       | 2005年9月1日 合併為志賀町      | 2005年9月1日 合併為志賀町      |
| 福浦村         |                                  |                                 |                                 |                                 | 1954年11月3日 合併為富來町       | 1954年11月3日 合併為富來町       | 1954年11月3日 合併為富來町       | 2005年9月1日 合併為志賀町      | 2005年9月1日 合併為志賀町      |
| 高濱町         | 高濱町                           | 高濱町                          | 高濱町                          | 高濱町                          | 高濱町                           | 1955年4月28日 合併為高濱町       | 1970年11月1日 合併為志賀町       | 2005年9月1日 合併為志賀町      | 2005年9月1日 合併為志賀町      |
| 中甘田村       |                                  |                                 |                                 |                                 |                                  | 1955年4月28日 合併為高濱町       | 1970年11月1日 合併為志賀町       | 2005年9月1日 合併為志賀町      | 2005年9月1日 合併為志賀町      |
| 志加浦村       | 志加浦村                         | 志加浦村                        | 志加浦村                        | 志加浦村                        | 1954年10月1日 合併為志賀町       | 1954年10月1日 合併為志賀町       | 1970年11月1日 合併為志賀町       | 2005年9月1日 合併為志賀町      | 2005年9月1日 合併為志賀町      |
| 堀松村         |                                  |                                 |                                 |                                 | 1954年10月1日 合併為志賀町       | 1954年10月1日 合併為志賀町       | 1970年11月1日 合併為志賀町       | 2005年9月1日 合併為志賀町      | 2005年9月1日 合併為志賀町      |
| 加茂村         |                                  |                                 |                                 |                                 | 1954年10月1日 合併為志賀町       | 1954年10月1日 合併為志賀町       | 1970年11月1日 合併為志賀町       | 2005年9月1日 合併為志賀町      | 2005年9月1日 合併為志賀町      |
| 東土田村       | 東土田村                         | 東土田村                        | 1940年11月3日 合併為土田村      | 1940年11月3日 合併為土田村      | 1954年10月1日 合併為志賀町       | 1954年10月1日 合併為志賀町       | 1970年11月1日 合併為志賀町       | 2005年9月1日 合併為志賀町      | 2005年9月1日 合併為志賀町      |
| 西土田村       |                                  |                                 | 1940年11月3日 合併為土田村      | 1940年11月3日 合併為土田村      | 1954年10月1日 合併為志賀町       | 1954年10月1日 合併為志賀町       | 1970年11月1日 合併為志賀町       | 2005年9月1日 合併為志賀町      | 2005年9月1日 合併為志賀町      |
| 上熊野村       |                                  |                                 |                                 |                                 | 1954年10月1日 合併為志賀町       | 1954年10月1日 合併為志賀町       | 1970年11月1日 合併為志賀町       | 2005年9月1日 合併為志賀町      | 2005年9月1日 合併為志賀町      |
| 下甘田村       | 下甘田村                         | 下甘田村                        | 下甘田村                        | 下甘田村                        | 下甘田村                         | 1955年4月1日 併入志賀町          | 1970年11月1日 合併為志賀町       | 2005年9月1日 合併為志賀町      | 2005年9月1日 合併為志賀町      |
| 鹿島郡余喜村   | 鹿島郡余喜村                     | 鹿島郡余喜村                    | 鹿島郡余喜村                    | 鹿島郡余喜村                    | 鹿島郡余喜村                     | 1956年9月30日 合併為羽咋町       | 1958年7月1日 改制為羽咋市        | 1958年7月1日 改制為羽咋市      | 1958年7月1日 改制為羽咋市      |
| 鹿島郡鹿島路村 |                                  |                                 |                                 |                                 |                                  | 1956年9月30日 合併為羽咋町       | 1958年7月1日 改制為羽咋市        | 1958年7月1日 改制為羽咋市      | 1958年7月1日 改制為羽咋市      |
| 上甘田村       | 上甘田村                         | 上甘田村                        | 上甘田村                        | 上甘田村                        | 1954年11月3日 合併為羽咋町       | 1956年9月30日 合併為羽咋町       | 1958年7月1日 改制為羽咋市        | 1958年7月1日 改制為羽咋市      | 1958年7月1日 改制為羽咋市      |
| 羽咋町         |                                  |                                 |                                 |                                 | 1954年11月3日 合併為羽咋町       | 1956年9月30日 合併為羽咋町       | 1958年7月1日 改制為羽咋市        | 1958年7月1日 改制為羽咋市      | 1958年7月1日 改制為羽咋市      |
| 粟之保村       |                                  |                                 |                                 |                                 | 1954年11月3日 合併為羽咋町       | 1956年9月30日 合併為羽咋町       | 1958年7月1日 改制為羽咋市        | 1958年7月1日 改制為羽咋市      | 1958年7月1日 改制為羽咋市      |
| 富永村         |                                  |                                 |                                 |                                 | 1954年11月3日 合併為羽咋町       | 1956年9月30日 合併為羽咋町       | 1958年7月1日 改制為羽咋市        | 1958年7月1日 改制為羽咋市      | 1958年7月1日 改制為羽咋市      |
| 一之宮村       |                                  |                                 |                                 |                                 | 1954年11月3日 合併為羽咋町       | 1956年9月30日 合併為羽咋町       | 1958年7月1日 改制為羽咋市        | 1958年7月1日 改制為羽咋市      | 1958年7月1日 改制為羽咋市      |
| 越路野村       |                                  |                                 |                                 |                                 | 1954年11月3日 合併為羽咋町       | 1956年9月30日 合併為羽咋町       | 1958年7月1日 改制為羽咋市        | 1958年7月1日 改制為羽咋市      | 1958年7月1日 改制為羽咋市      |
| 塵濱村         | 塵濱村                           | 1927年9月1日 更名為千里濱村     | 1927年9月1日 更名為千里濱村     | 1927年9月1日 更名為千里濱村     | 1954年11月3日 合併為羽咋町       | 1956年9月30日 合併為羽咋町       | 1958年7月1日 改制為羽咋市        | 1958年7月1日 改制為羽咋市      | 1958年7月1日 改制為羽咋市      |
| 若部村         | 若部村                           | 1933年5月15日 合併為邑知村      | 1940年2月11日 改制為邑知町      | 1940年2月11日 改制為邑知町      | 1940年2月11日 改制為邑知町       | 1956年9月30日 合併為羽咋町       | 1958年7月1日 改制為羽咋市        | 1958年7月1日 改制為羽咋市      | 1958年7月1日 改制為羽咋市      |
| 北邑知村       |                                  | 1933年5月15日 合併為邑知村      | 1940年2月11日 改制為邑知町      | 1940年2月11日 改制為邑知町      | 1940年2月11日 改制為邑知町       | 1956年9月30日 合併為羽咋町       | 1958年7月1日 改制為羽咋市        | 1958年7月1日 改制為羽咋市      | 1958年7月1日 改制為羽咋市      |
| 中邑知村       |                                  | 1933年5月15日 合併為邑知村      | 1940年2月11日 改制為邑知町      | 1940年2月11日 改制為邑知町      | 1940年2月11日 改制為邑知町       | 1956年9月30日 合併為羽咋町       | 1958年7月1日 改制為羽咋市        | 1958年7月1日 改制為羽咋市      | 1958年7月1日 改制為羽咋市      |
| 南邑知村       | 南邑知村                         | 1933年5月1日 合併為志雄村       | 1936年2月1日 改制為志雄町       | 1936年2月1日 改制為志雄町       | 1936年2月1日 改制為志雄町        | 1936年2月1日 改制為志雄町        | 1936年2月1日 改制為志雄町        | 2005年3月1日 合併為寶達志水町  | 2005年3月1日 合併為寶達志水町  |
| 樋川村         |                                  | 1933年5月1日 合併為志雄村       | 1936年2月1日 改制為志雄町       | 1936年2月1日 改制為志雄町       | 1936年2月1日 改制為志雄町        | 1936年2月1日 改制為志雄町        | 1936年2月1日 改制為志雄町        | 2005年3月1日 合併為寶達志水町  | 2005年3月1日 合併為寶達志水町  |
| 志雄村         |                                  | 1933年5月1日 合併為志雄村       | 1936年2月1日 改制為志雄町       | 1936年2月1日 改制為志雄町       | 1936年2月1日 改制為志雄町        | 1936年2月1日 改制為志雄町        | 1936年2月1日 改制為志雄町        | 2005年3月1日 合併為寶達志水町  | 2005年3月1日 合併為寶達志水町  |
| 南志雄村       |                                  | 1933年5月1日 合併為志雄村       | 1936年2月1日 改制為志雄町       | 1936年2月1日 改制為志雄町       | 1936年2月1日 改制為志雄町        | 1936年2月1日 改制為志雄町        | 1936年2月1日 改制為志雄町        | 2005年3月1日 合併為寶達志水町  | 2005年3月1日 合併為寶達志水町  |
| 北志雄村       |                                  | 1933年5月1日 合併為志雄村       | 1936年2月1日 改制為志雄町       | 1936年2月1日 改制為志雄町       | 1936年2月1日 改制為志雄町        | 1936年2月1日 改制為志雄町        | 1936年2月1日 改制為志雄町        | 2005年3月1日 合併為寶達志水町  | 2005年3月1日 合併為寶達志水町  |
| 北莊村         | 北莊村                           | 北莊村                          | 北莊村                          | 北莊村                          | 1954年11月3日 合併為押水町       | 1954年11月3日 合併為押水町       | 1954年11月3日 合併為押水町       | 2005年3月1日 合併為寶達志水町  | 2005年3月1日 合併為寶達志水町  |
| 中莊村         |                                  |                                 |                                 |                                 | 1954年11月3日 合併為押水町       | 1954年11月3日 合併為押水町       | 1954年11月3日 合併為押水町       | 2005年3月1日 合併為寶達志水町  | 2005年3月1日 合併為寶達志水町  |
| 末森村         |                                  |                                 |                                 |                                 | 1954年11月3日 合併為押水町       | 1954年11月3日 合併為押水町       | 1954年11月3日 合併為押水町       | 2005年3月1日 合併為寶達志水町  | 2005年3月1日 合併為寶達志水町  |
| 柏崎村         |                                  |                                 |                                 |                                 | 1954年11月3日 合併為押水町       | 1954年11月3日 合併為押水町       | 1954年11月3日 合併為押水町       | 2005年3月1日 合併為寶達志水町  | 2005年3月1日 合併為寶達志水町  |
| 北大海村       |                                  |                                 |                                 |                                 | 1954年11月3日 合併為押水町       | 1954年11月3日 合併為押水町       | 1954年11月3日 合併為押水町       | 2005年3月1日 合併為寶達志水町  | 2005年3月1日 合併為寶達志水町  |
| 河合谷村       | 河合谷村                         | 河合谷村                        | 河合谷村                        | 河合谷村                        | 1954年5月16日 併入河北郡津幡町   | 1954年5月16日 併入河北郡津幡町   | 1954年5月16日 併入河北郡津幡町   | 1954年5月16日 併入河北郡津幡町 | 1954年5月16日 併入河北郡津幡町 |
| 南大海村       | 南大海村                         | 南大海村                        | 南大海村                        | 南大海村                        | 1954年7月15日 合併為河北郡高松町 | 1954年7月15日 合併為河北郡高松町 | 1954年7月15日 合併為河北郡高松町 | 2004年3月1日 合併為河北市      | 2004年3月1日 合併為河北市      |
| 河北郡高松村   | 1907年8月10日 合併為河北郡高松村 | 1922年8月1日 改制為河北郡高松町 | 1922年8月1日 改制為河北郡高松町 | 1922年8月1日 改制為河北郡高松町 | 1954年7月15日 合併為河北郡高松町 | 1954年7月15日 合併為河北郡高松町 | 1954年7月15日 合併為河北郡高松町 | 2004年3月1日 合併為河北市      | 2004年3月1日 合併為河北市      |